# Ronny Yu
Ronny Yu (chinês: 于仁泰, pinyin: Yú Réntài, Hong Kong, 1950) é um cineasta, produtor e roteirista chinês, conhecido (entre outros) pelos filmes Bride of Chucky e Freddy vs. Jason.

## Filmografia (seleção)
- 1997: Warriors of Virtue
- 1998: Bride of Chucky
- 2001: The 51st State
- 2003: Freddy vs. Jason
- 2006: Fearless